# Controverses sur le rôle de l'empereur du Japon

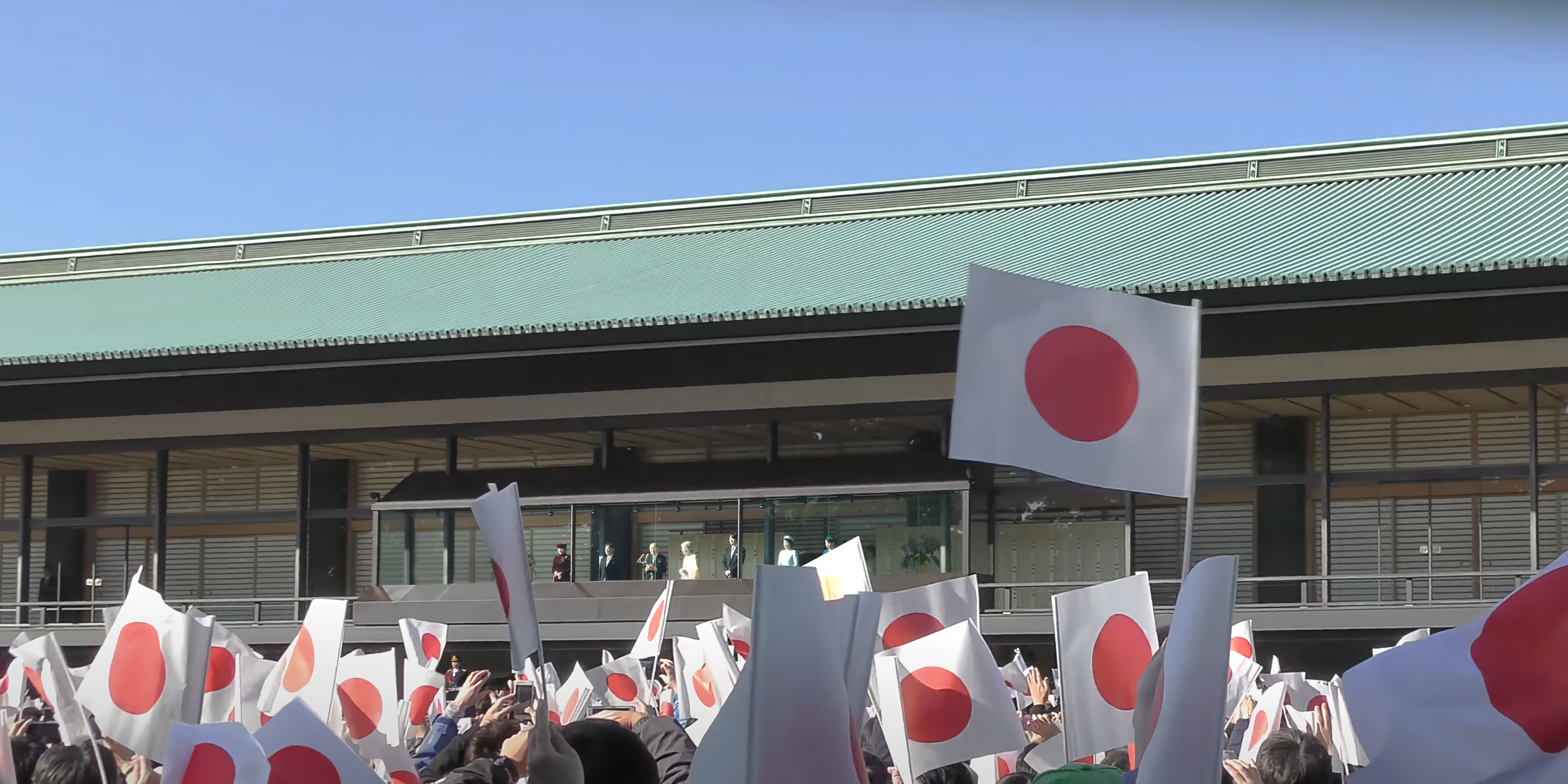
Une foule brandit des drapeaux pour saluer l'empereur Akihito au palais impérial à l'occasion de son anniversaire le 23 décembre 2017.

Il a existé plusieurs controverses sur le rôle et le statut de l'empereur du Japon à cause d'une part des nombreux rôles qu'il a historiquement joué, et, d'autre part, à la lutte pour le pouvoir avec des adversaires de la société japonaise à différents points de l'histoire.

## La constitution Meiji
Dans la constitution Meiji de 1889, l'empereur est souverain et au centre de la légitimité de l'État. Le préambule statue que « Les droits de la souveraineté de l'État Nous ont été transmis par Nos ancêtres et Nous devons les léguer à Nos descendants ». Dans la constitution d'après-guerre, le rôle de l'empereur dans la situation politique est drastiquement redéfini. Un premier et important pas dans ce processus est le discours du nouvel an de 1946 de l'empereur Hirohito, fait à l'instigation du général Douglas MacArthur, qui renonce à son statut de souverain divin, sans cependant répudier être un descendant d'Amaterasu en tant qu'arahitogami. Hirohito déclare que les relations entre le souverain et le peuple ne peuvent être fondées sur la « fausse conception que l'empereur est une divinité sous forme humaine (akitsumikami) ou que le peuple japonais est supérieur aux autres races ».
Dans le premier article de la constitution, le nouveau souverain « humanisé » est décrit comme le « symbole de l'État et de l'unité du peuple, devant sa position à la volonté du peuple qui détient le pouvoir souverain ». L'autorité de l'empereur en tant que souverain dans la constitution de 1889 devient imprécise et mal définie. Ses fonctions dans le système d'après-guerre sont limitées, spécifiques, et largement cérémonielles, comme la convocation de la Diète, la remise de médailles aux citoyens méritants, ou la réception d'ambassadeurs étrangers (Article 7). Il ne possède aucun « pouvoirs liés au gouvernement » (Article 4). Ce changement de statut de l'empereur est conçu pour empêcher la possibilité d'apparition de cliques bureaucratiques ou militaires bénéficiant de niveau de pouvoir irresponsable « au nom de l'empereur », une caractéristique importante de l'extrémisme des années 1930. La constitution définit la Diète comme le « plus haut organe de l'État » (Article 41), et qui ne rend pas de comptes au monarque mais au peuple qui élit ses membres.

## Shōchō
L'usage du mot japonais shōchō (象徴, « symbole ») pour parler de l'empereur est rare et, selon son point de vue, idéaliste ou très vague. L'empereur n'est ni le chef de l'État, ni le souverain, comme sont beaucoup de monarchies constitutionnelles européennes, bien qu'en octobre 1988 le ministre japonais des Affaires étrangères ait déclaré, non sans polémiques ultérieures, que l'empereur est le souverain du pays lors d'un de ses voyages à l'étranger. L'empereur n'a de plus aucun rôle religieux officiel. Bien qu'il continue d'exécuter les anciens rites shinto, comme la cérémonie de plantage du riz en été, il le fait à titre privé.

## Début de l'ère Shōwa
Durant la première partie de l'ère Shōwa, l'empereur du Japon était, selon la constitution Meiji, le « commandant suprême de l'armée et de la marine » (Article 21). Hirohito dirigeait ainsi légalement le quartier-général impérial, agrandi en 1937 et où les décisions militaires étaient prises.

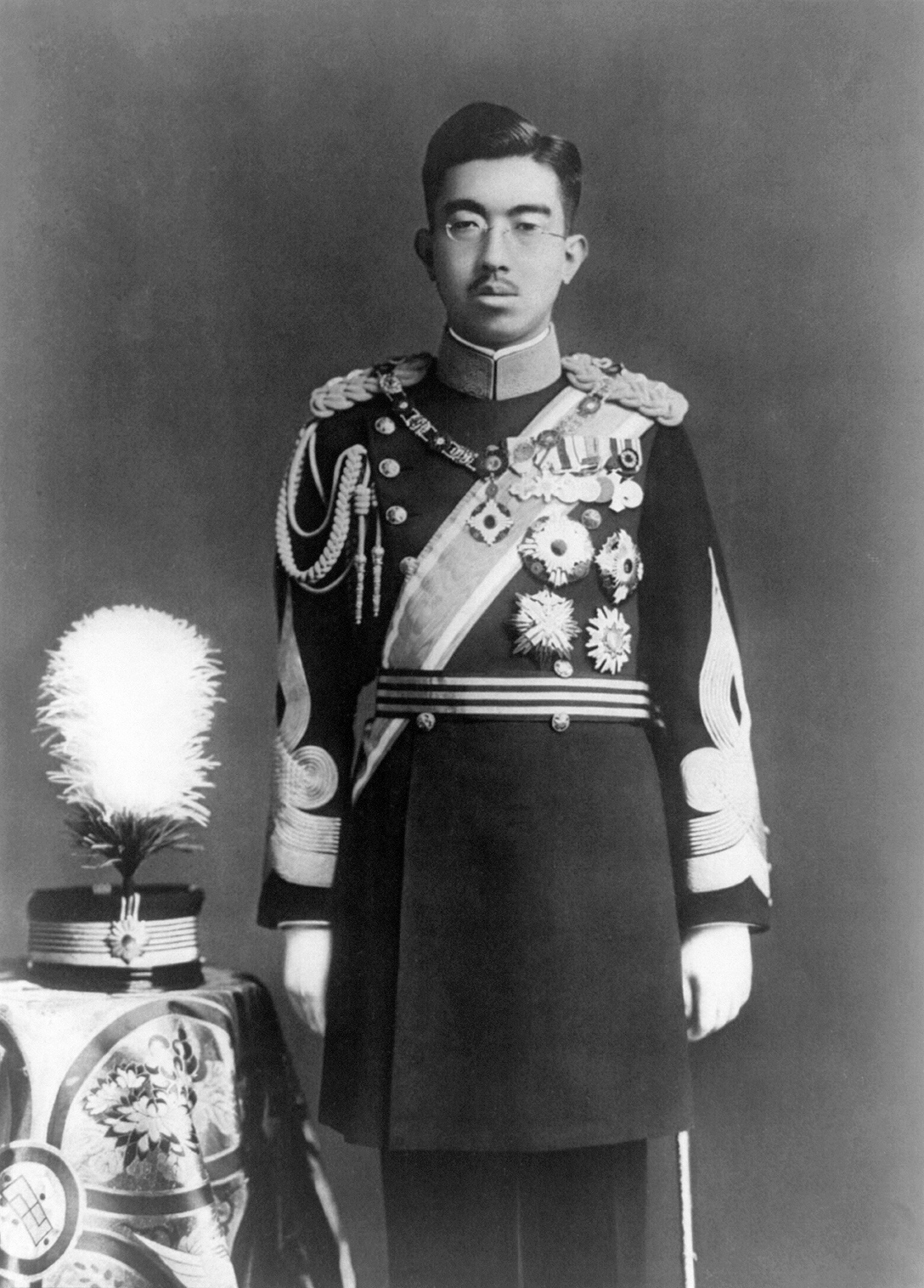
L'empereur Shōwa dans l'uniforme de commandant du quartier-général impérial.

Des sources, comme le « mémo Sugiyama » ou les papiers personnels de Fumimaro Konoe et Kōichi Kido, décrivent en détail les nombreuses rencontres informelles entre l'empereur et les chefs militaires et ministres. Ces documents montrent qu'on le gardait informé de toutes les opérations militaires, qu'il questionnait fréquemment le doyen de l'État-major et n'hésitait pas à demander des changements. 
Selon les historiens Yoshiaki Yoshimi et Seiya Matsuno, Hirohito autorisa en toute connaissance de cause, par ordres transmis au prince Kan'in Kotohito ou à Hajime Sugiyama, l'usage d'armes chimiques contre les civils et soldats chinois. Il autorisa par exemple l'usage de gaz toxique à 375 occasions durant l'invasion de Wuhan en 1938. Ce type d'attaque fut également autorisée pendant l'invasion de Changde.
Selon les historiens Akira Fujiwara et Akira Yamada, Hirohito en personne fit des interventions importantes dans plusieurs opérations militaires. Par exemple, il demanda expressément quatre fois à Sugiyama, de janvier à février 1942, d'augmenter la capacité offensive des troupes et d'attaquer Bataan aux Philippines. En août 1943, il gronda Sugiyama qui n'arrivait pas à arrêter l'avance américaine aux îles Salomon et lui demanda de reconsidérer ses objectifs d'attaque.
La plupart des interventions impériales furent faites par ordres directs comme pour l'écrasement de la rébellion de l'incident du 26 février. À certaines occasions où l'importance était extrême, les décisions furent prises en conférence impériale. Le gouvernement impérial utilisa cette institution spéciale pour planifier l'invasion de la Chine, la guerre de la grande Asie orientale et la reddition. En 1945, comme approuvé lors de la conférence impériale, l'empereur Shōwa s'adressa pour la première et dernière fois au peuple japonais à la radio, en tant que commandant en chef, et annonça la reddition aux États-Unis.

## Loi de la maison impériale et droit constitutionnel

Le sceau du chrysanthème.

Les lois sur la famille impériale doivent être approuvées par la Diète. Sous l'ancien système, la loi de la maison impériale était séparée et à égalité avec la constitution. Après la guerre, les biens de la famille impériale furent confisqués et ses finances placées sous le contrôle de l'agence impériale, faisant partie du bureau du premier ministre et théoriquement soumise à la Diète. En pratique, elle reste un bastion du conservatisme, son personnel planifie les activités de l'empereur et de la famille impériale derrière un « rideau de chrysanthème » (le chrysanthème étant le sceau de la maison impériale) pour maintenir un aura de sainteté. Malgré la connaissance publique de ses problèmes de santé, les détails de l'état de santé de l'empereur Hirohito en 1988 et 1989 furent étroitement contrôlés.
Le statut constitutionnel de l'empereur est devenu un important point d'attention du public après les nouvelles de la dégradation de l'état de santé de Hirohito fin 1988. Le prince héritier Akihito devint la première personne à monter sur le trône dans le système d'après-guerre. Une importante question symbolique fut le choix du nouveau nom de règne d'après le système nengō qui énumère les années en commençant par la première année du règne du monarque. Ainsi, 1988 est l'année Shōwa 63, la 63e année du règne de Hirohito, l'empereur Shōwa. L'accession d'un nouveau monarque est marquée par le commencement d'une nouvelle ère dont le nom est composé de deux caractères chinois de bon augure. Shōwa, (昭和), par exemple, signifie « harmonie lumineuse ». Les critiques déploraient le secret dans lequel étaient choisis ces noms dans le passé, la décision étant du ressort d'un comité d'experts nommé par le gouvernement, et appelaient à une discussion publique du choix en regard aux valeurs démocratiques du Japon. Bien que le système nengō dispose d'un statut officiel accordé par la Diète en juin 1979, plusieurs personnes demandent l'abandon définitif de ce système et la mise en place officielle du calendrier occidental. Mais, le 7 janvier 1989, jour de la mort de Hirohito, le gouvernement annonça que la nouvelle ère porterait le nom de Heisei (平成, « accomplissement de la paix »).
Encore plus controversées sont les cérémonies pour les funérailles de l'ancien empereur et l'accession du nouveau. Le soutien du gouvernement à ces activités est en violation avec l'article 20 de la constitution sur la séparation de l'État et des activités religieuses. Les partisans politiques de droite, comme les membres de la société de protection du Japon (Nihon o Mamoru Kai), un regroupement de lobby nationaux, demandent un soutien uniquement public à ces cérémonies en tant qu'expression de l'amour du peuple pour son monarque. Bloqué entre les groupes de droite et les pro-constitution, le gouvernement décida de diviser les funérailles d'État de l'empereur, tenues le 24 février 1989, entre composantes officielles et religieuses. L'accession d'Akihito sur le trône en novembre 1990 fut également divisée de cette manière : la Sokuino rei (即位の礼, « cérémonie d'intronisation ») fut officielle, et le traditionnel Daijōsai (大嘗祭, « grand festival de remerciement »), une communion entre le nouveau monarque et les dieux, au cours de laquelle l'empereur devient une divinité, fut religieux. La décision du gouvernement d'utiliser des fonds publics pour les deux cérémonies, justifiée en termes de « nature publique », est vue par les religieux et les groupes d'opposition comme une sérieuse violation de l'article 20.
Au début des années 1990, une liste de plusieurs questions symboliques pointa l'attention sur le rôle de l'État dans les activités religieuses ou quasi religieuses. Les défenseurs de la constitution, dont les Japonais chrétiens, les adeptes de nouvelles religions, les partisans de gauche, et de nombreux membres de l'opposition politique, considèrent toute implication du gouvernement dans les aspects religieux de l'intronisation comme une tentative conservatrice de miner l'esprit, si ce n'est la légitimité, de la constitution. Ils critiquent également fortement une directive de 1989 du ministère de l'Éducation qui appelle à jouer l'hymne national (Kimi ga yo, « Votre règne ») et à élever le drapeau au soleil levant (Hinomaru, dont l'usage remonte au début du XIXe siècle), lors des cérémonies dans les écoles publiques. Bien que depuis la fin des années 1950, ces activités aient été décrites par le ministère comme « désirables », elles n'ont aucun statut légal dans la constitution d'après-guerre.

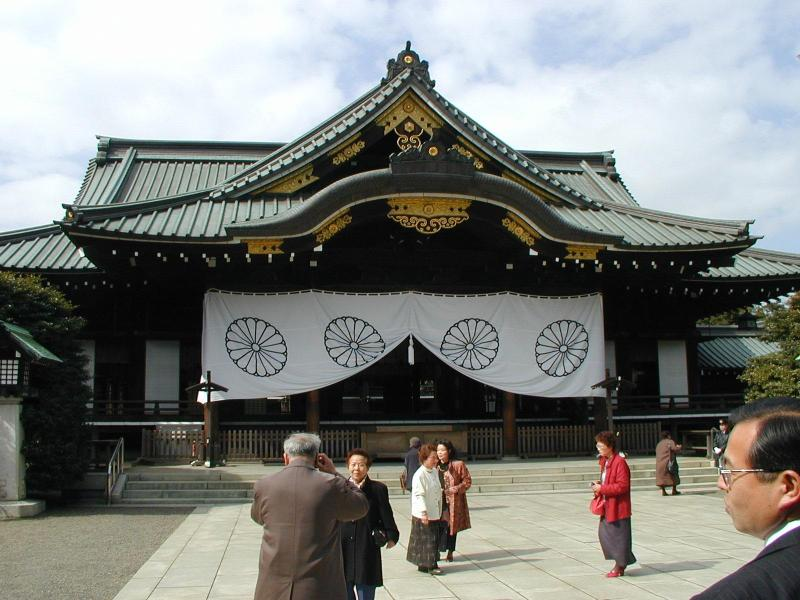
Le bâtiment principal du Yasukuni-jinja.

Une autre controverse porte sur le soutien public au Yasukuni-jinja. Ce sanctuaire shinto, situé à Tokyo près du palais impérial, est établi durant l'ère Meiji (1868-1912) en tant que reposoir des âmes des soldats et marins morts au combat, il s'agit cependant plus d'un lieu saint que d'un simple mémorial de guerre. Les conservateurs essayent cinq fois durant les années 1970 de le transformer en « établissement national » mais sans succès. Le 15 août 1985, lors du quarantième anniversaire de la fin de la guerre, le premier ministre Yasuhiro Nakasone et plusieurs membres de son Cabinet effectuent une visite officielle au sanctuaire, un acte considéré comme un nouvel élan pour le conservatisme.
Malgré l'influence de l'occidentalisation et l'interdiction par l'article 20 de soutien d'État pour les activités cérémonielles ou religieuses de l'empereur, son rôle d'après-guerre apparait beaucoup plus traditionnel que celui des empereurs d'avant-guerre. Contrairement au début de l'ère Shōwa (1926-1945), durant les ères Meiji et Taishō, l'empereur lui-même ne s'impliquait pas personnellement dans les affaires politiques. Son autorité politique, cependant, était immense et les élites bureaucratiques et militaires agissaient en son nom. Le rôle « symbolique » de l'empereur après 1945, cependant, rappelle le Japon féodal, où le pouvoir politique était monopolisé par les shoguns, et où la cour impériale vivait paisiblement dans la capitale traditionnelle Kyoto et ne s'occupait que de la culture et des arts.
En 2007, un membre de la famille impériale, le prince Tomohito de Mikasa, déclara à propos du rôle impérial : « Si vous me demandez ce qu'est la famille impériale, et ce que je pense et pense et pense de cela, la conclusion finale sera que son sens repose dans une simple existence ». Les membres royaux s'acquittent de leurs devoirs simplement en « se levant le matin, prenant un petit-déjeuner, un déjeuner et un diner, avant d'aller se coucher, et répètent cela 365 jours par an ».

## Source de la traduction
- (en) Cet article est partiellement ou en totalité issu de l’article de Wikipédia en anglais intitulé « Controversies regarding the role of the Emperor of Japan » (voir la liste des auteurs).